# Attilio Amato
Attilio Italo Amato (Lucera, 16 settembre 1890 – Roma, 28 luglio 1965) è stato un generale italiano del Regio Esercito durante la seconda guerra mondiale, ricordato per il suo ruolo in Croazia nei mesi finali del conflitto.

## Biografia
Attilio Italo Amato nacque a Lucera, in provincia di Foggia, nel 1890 da Luigi Amato, tenente del Regio Esercito originario di Castrovillari (CS), e da Maria Raffaella Pitta di Lucera.
Arruolatosi nel Regio Esercito nel gennaio 1909 entrò come allievo nell'Accademia militare di Modena, da cui uscì con il grado di sottotenente, assegnato all'arma di fanteria, il 17 settembre 1910.  Partecipò alla guerra italo-turca, come tenente e successivamente alla prima guerra mondiale, quale capitano e maggiore (anzianità 1º aprile 1917), prima al comando del III/225º fanteria, brigata Arezzo e poi comandante del II/68º fanteria, brigata Palermo, ottenendo numerosi riconoscimenti, inclusa una medaglia d'argento al valor militare (Monte San Michele, 10-14 novembre 1915), venendo anche ferito.
Nel dopoguerra Amato fu sempre assegnato al 68º fanteria Palermo, a Milano, escluso un periodo di quattro mesi nei quali prese una convalescenza dall'aprile all'agosto 1920.
Nel 1923 fu assegnato al distretto di Milano, permanendo quale effettivo del 68º fanteria e, dal 21 novembre 1926, fu trasferito al 7º reggimento fanteria Cuneo, venendo anche nominato aiutante di campo della VI brigata di fanteria.
Dal 22 novembre 1931 Amato fu trasferito all'8º fanteria Cuneo (reggimento gemello del 7º, sempre di Milano) e, promosso tenente colonnello fu, nel 1935 incaricato del comando ancora del 68º fanteria. Nel 1936 pubblico' anche il libro Abukir, Napoleone e l'Inghilterra in lotta nella spedizione d'Africa, edito a Milano per le edizioni La Prora.
Promosso colonnello il 31 dicembre 1936, Amato divenne comandante effettivo del 68º reggimento fanteria ed in seguito fu trasferito in Tripolitania nel R. Corpo truppe coloniali dove rimase sino al principio del 1942.
Promosso generale di brigata, con anzianità 1 gennaio 1942, Amato fu assegnato al Ministero della guerra ed aggregato alla missione militare italiana in Croazia e, dal 16 agosto seguente fu destinato al comando della fanteria della 18ª divisione fanteria Messina, impegnata proprio in quell'area, con sede a Cattaro.
All'atto dell'armistizio reagi' ai tedeschi, cercando al comando di una colonna di fanteria, di sfuggire alla cattura provando a rimpatriare, Amato fu catturato il 12 settembre 1943. Internato a Schokken, in Polonia, nel campo 64/Z, vi permase sino al maggio 1945.
Nel 1954 per la sfortunata azione in Croazia nel tentativo di sottrarsi alla cattura dei tedeschi, Amato fu decorato di una seconda medaglia d'argento al valor militare.